# Sfinx (podnik)
Sfinx byla československá firma, která se specializovala na výrobu kuchyňského smaltovaného nádobí. Její historie sahá až do roku 1893. Společnost vznikla po druhé světové válce jako národní podnik znárodněním a sloučením tří smaltoven v Českých Budějovicích. V osmdesátých letech 20. století patřila mezi největší výrobce smaltovaného nádobí v Evropě. Po privatizaci v 90. letech se část firmy změnila na akciovou společnost Sfinx a.s., která výrobu smaltovaného nádobí ukončila roku 2005 a v roce 2023 zanikla. Z exportního závodu ve Vrátě vznikla po restituci firma Belis, s.r.o., která je jediným výrobcem smaltovaného nádobí v Česku a revitalizovala značku SFINX.

## Historie
Počátky výroby smaltovaného nádobí v Českých Budějovicích se datují do konce 19. století, kdy ve městě vznikly tři smaltovny. Roku 1893 byla založena První českobudějovická továrna na smaltované plechové nádobí, s.r.o. a ve stejném roce založili Franz Westen a Otta Hasenclever smaltovnu ve Vrátě. Třetí smaltovnu s názvem Jihočeská lisovna a smaltovna založil roku 1896 Franz Westen. V roce 1945 byly všechny tři podniky znárodněny a přešly pod národní správu.

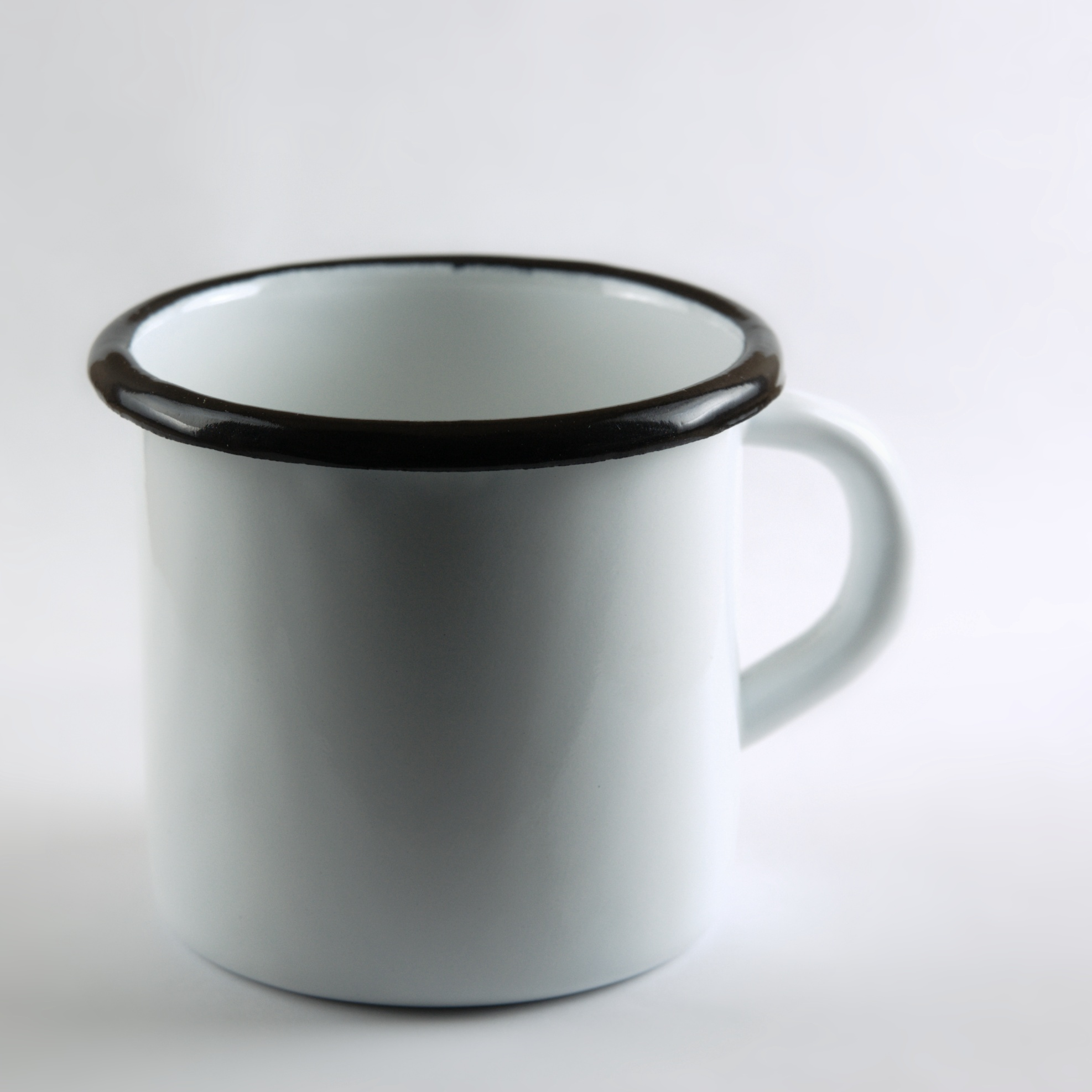
Smaltovaný hrnek

Od 1. ledna 1953 vznikl sloučením těchto tří smaltoven samostatný národní podnik Sfinx, který se úspěšně rozvíjel až ke vzniku státního podniku v roce 1987. V sedmdesátých letech 20. století měl 2 700 zaměstnanců a vyvážel zboží do 80 zemí světa. V roce 1976 vypukl v továrně ve Vrátě velký požár, který zničil celý závod. Po požáru byl vybudován nový závod s moderní výrobní technologií, určený výhradně pro export. Zboží bylo dodáváno pod obchodními názvy SFINX, MERKURIA, BELIS. V roce 1985 se závod s roční kapacitou 8 000 tun nádobí řadil mezi největší výrobce smaltovaného nádobí v Evropě.
V devadesátých letech 20. století byla společnost Sfinx zprivatizována. Z rozhodnutí Fondu národního majetku vznikla od 1. května 1992 akciová společnost Sfinx a. s. (bez provozu Vráto) v čele s vedením bývalého podniku. Základní jmění činilo 188 milionů korun a 95 % akcií bylo určeno pro kupónovou privatizaci. Při svém vzniku měla společnost 849 zaměstnanců, v roce 1997 jich bylo 507. Export nádobí činil z obratu 378 milionů korun v roce 1996 51 %. V roce 2002 ztratila firma svá odbytiště a hospodaření sklouzlo do ztráty. Situaci nezlepšil prodej nepotřebných nemovitostí včetně výrobních hal, ani nový majitel, slovenská obchodní společnost Cassoviainvest-Credit z Košic, která ovládla většinový balík v podobě dvou třetin akcií. V roce 2005 měla smaltovna už jen 150 zaměstnanců. Výroba smaltovaného nádobí skončila po 111 letech dne 31. března 2005. Akciová společnost Sfinx nadále fungovala a pronajímala haly. V roce 2023 byla společnost v likvidaci a byla vymazána z obchodního rejstříku.
Původně exportní závod ve Vrátě obdržel 1. května 1994 jako restituci s odkoupením Petr Gibián, který založil společnost Belis, s.r.o. Firma se zaměřila na výrobů nádobí s teflonovým povrchem. V polovině devadesátých let 20. století měla 280 zaměstnanců a obrat 200 milionů korun. Vzhledem k propadu prodeje přistoupila firma k restrukturalizaci a v roce 2005 tvořilo nádobí jen 15 % produkce. Zbytek celkového objemu výroby tvořily součástky pro automobilový průmysl. Firma zaměstnávala 130 pracovníků a obrat za rok 2004 činil 50 milionů Kč. V roce 2013 došlo k největší investici do smaltovaného nádobí od začátku devadesátých let, navýšení tržního podílu a revitalizaci značky SFINX. Firma Belis je jediným výrobcem smaltovaného nádobí v Česku a obchodní aktivity na tuzemském i zahraničním trhu provozuje pod značkami BELIS a SFINX.